# 교하중학교
교하중학교(交河中學校)는 대한민국 경기도 파주시 동패동에 있는 공립 중학교이다.

## 학교 연혁
- 1970년 10월 30일 : 본관 6교실 준공 (교지 7,020평) [경기도 파주시 다율동 56-8번지]
- 1971년 1월 9일 : 교하중학교 12학급 설립 인가
- 1971년 3월 1일 : 초대 김유양 교장 취임
- 1971년 3월 2일 : 제1회 입학식(4학급)
- 2006년 3월 1일 : 교사 신축 이전 [경기도 파주시 책향기로 194(동패동)]
- 2021년 8월 11일 : 체육관 준공
- 2023년 1월 4일 : 제50회 졸업식(331명, 총 졸업생수 8,349명)
- 2023년 3월 2일 : 제23대 이종순 교장 취임
- 2023년 12월 27일 : 제51회 졸업식(10학급 306명)
- 2024년 3월 4일 : 제54회 입학식(9학급 288명)

## 참고 자료
- 교하중학교 - 한국교육학술정보원 학교알리미